# 낙지탕탕이
낙지탕탕이는 낙지로 만든 요리 중 하나이다. 산낙지를 잘게 다져서 만들며, 칼로 탕탕 내리쳐서 잘게 자르는 데서 유래한 이름이다. 쇠고기와 달걀의 노른자를 넣은 육회와 곁들기도 한다.

## 같이 보기
- 낙지
- 산낙지